# Rödbröstad tangara
För fågelarten Compsothraupis loricata, se rödstrupig tangara.
Rödbröstad tangara (Ramphocelus nigrogularis) är en fågel i familjen tangaror inom ordningen tättingar.

## Utbredning och systematik
Fågeln förekommer från fuktiga sydöstra Colombia till norra Bolivia och västra Amazonområdet i Brasilien. Den behandlas som monotypisk, det vill säga att den inte delas in i några underarter.

## Status
IUCN kategoriserar arten som livskraftig.